# ヴラジーミル・フェルツマン
ヴラジーミル・オスカロヴィチ・フェルツマン（ロシア語: Владимир Оскарович Фельцман, ラテン文字転写: Vladimir Oskarovich Feltsman, 1952年1月8日 - ）は、ロシア出身のピアニスト。

## 経歴
1952年モスクワ生まれ。父は作曲家のオスカー・フェルツマン。11歳の時、モスクワ・フィルハーモニー管弦楽団との共演でデビューを果たした。1967年、プラハのコンチェルティーナ国際コンクールで優勝。モスクワ音楽院に入学し、ヤコフ・フリエールの下で学んだ。1971年、パリで開かれたロン＝ティボー国際コンクールで優勝。
1979年、当時のソビエト連邦のイデオロギーや芸術に対する政府の統制に不満を募らせ、ソ連からの出国を申請した。これを受けて、公の場で演奏することが禁止された。その後、ようやく8年後にソ連からの出国許可が下りた。1987年にアメリカへ移住し、その後1995年にアメリカ国籍を取得した。マネス音楽院とニューヨーク州立大学で教鞭をとり、国際フェスティバル・インスティテュート・ピアノ・サマーを設立。1995年に米国市民権を取得して以来、妻のヘウォンと共にニューヨーク州北部に居住している。アメリカを中心に演奏活動を行っており、現在までに、ニューヨーク・フィルハーモニック、ロンドン交響楽団、シンガポール交響楽団、ロンドン・フィルハーモニー管弦楽団を含む国際的に著名なオーケストラとの共演歴を持つ。
ヴラディミール・フェルトマンはフォルテピアノでの演奏が多く、アントン・ワルター製フォルテピアノのレプリカでモーツァルトのソナタ全曲を演奏したほか、ベートーヴェンのピアノ協奏曲第5番やモーツァルトのピアノ協奏曲第27番を演奏している。
録音には、バッハの鍵盤作品の6組のアルバム、ベートーヴェンの後期の5つのピアノソナタ、シューベルト、ショパン、リスト、ブラームスのピアノ曲、バッハ、ショパン、チャイコフスキー、ラフマニノフ、プロコフィエフの協奏曲などがある。